# قائمة أعلام كرواتيا
هذه قائمة بالأعلام التي كانت أو لا تزال تستخدم حتى اليوم في كرواتيا أو من قبل الكرواتيين والكروات.

## الأعلام الحديثة
| العلم | التاريخ             | الإستعمال           | وصف |
| ----- | ------------------- | ------------------- | --- |
|       | 21 ديسمبر 1990–الآن | علم كرواتيا         | ثلاثة حقول أفقية متساوية، حمراء في الأعلى، بيضاء في المنتصف وأزرق في الأسفل؛ شعار النبالة الوطني في الوسط. |
|       | 21 ديسمبر 1990–الآن | علم كرواتيا (عمودي) | |

## الأعلام الحكومية
| العلم | التاريخ            | الإستعمال                                        | وصف |
| ----- | ------------------ | ------------------------------------------------ | --- |
|       | 1 نوفمبر 1990–الآن | علم الرئيس                                       | حقل أزرق مربع بحدود مربعات حمراء وبيضاء؛ في المنتصف نسخة من شعار النبالة الوطني وشريط أحمر،أبيض وأزرق مع الأحرف "RH" |
|       | 1990–الآن          | علم رئيس الوزراء                                 | |
|       | 1990–الآن          | علم رئيس البرلمان الكرواتي                       | |
|       | 1941–1945          | علم رئيس الدولة في دولة كرواتيا المستقلة         | |
|       | 1941–1945          | علم وزير القوات المسلحة في دولة كرواتيا المستقلة | |
|       | 1941–1945          | علم الوزير في دولة كرواتيا المستقلة              | |
|       | 1941–1945          | علم المارشال في دولة كرواتيا المستقلة            | |

## الأعلام العسكرية

### الجيش
| العلم                             | التاريخ   | الإستعمال                                                       | وصف                                                         |
| --------------------------------- | --------- | --------------------------------------------------------------- | ----------------------------------------------------------- |
|                                   | 1991–الآن | علم الجيش الكرواتي                                              | خلفية خضراء مع شارة كم الكتف للجيش الكرواتي في الوسط        |
|                                   | 1991      | علم الحرس الوطني الكرواتي                                       | خلفية خضراء مع شارة كم الكتف للحرس الوطني الكرواتي في الوسط |
| دولة كرواتيا المستقلة (1941–1945) |           |                                                                 |                                                             |
|                                   | 1941–1945 | علم قائد القوات المسلحة في دولة كرواتيا المستقلة                |                                                             |
|                                   | 1941–1945 | علم لواء من المشاة والمدفعية وما إلى ذلك لدولة كرواتيا المستقلة |                                                             |
|                                   | 1941–1945 | علم ملازم أول لدولة كرواتيا المستقلة                            |                                                             |
|                                   | 1941–1945 | علم جنرال لدولة كرواتيا المستقلة                                |                                                             |

### القوات البحرية
| العلم                             | التاريخ          | الإستعمال                                                                                      | وصف |
| --------------------------------- | ---------------- | ---------------------------------------------------------------------------------------------- | --- |
|                                   |                  | الراية المدنية لكرواتيا                                                                        | مطابق للعلم الوطني ولكن بنسب 2:3 |
|                                   | 1 مارس 1999–الآن | الراية البحرية لكرواتيا (راية البحرية الكرواتية)                                               | مثل الراية المدنية، ولكن مع اثنين من المراسي المتقاطعة خلف شعار النبالة.                                                                                |
|                                   | 1 مارس 1999–الآن | علم كرواتيا البحري                                                                             | حقل أزرق بحدود حمراء وبيضاء، مع شعار النبالة الوطني واثنان من المراسي المتقاطعة في المنتصف.                                                             |
|                                   | 1 مارس 1999–الآن | علم وزير الدفاع البحري                                                                         | |
|                                   | 1 مارس 1999–الآن | رئيس هيئة الأركان العامة الراية البحرية                                                        | |
|                                   | 1 مارس 1999–الآن | العلم البحري للجنرال                                                                           | |
|                                   | 1 مارس 1999–الآن | علم قائد البحرية الكرواتية                                                                     | |
|                                   | 1 مارس 1999–الآن | علم أميرال                                                                                     | |
|                                   | 1 مارس 1999–الآن | علم أميرال الأسطول                                                                             | |
|                                   | 1 مارس 1999–الآن | علم نائب أميرال                                                                                | |
|                                   | 1 مارس 1999–الآن | علم أميرال خلفي                                                                                | |
|                                   | 1 مارس 1999–الآن | علم كومودور                                                                                    | |
|                                   | 1 مارس 1999–الآن | مثلثي قائد أسطول من السفن البحرية                                                              | |
|                                   | 1 مارس 1999–الآن | مثلثي قائد أسطول السفن البحرية                                                                 | |
|                                   | 1 مارس 1999–الآن | مثلثي قائد فرقة سفن بحرية                                                                      | |
|                                   | 1 مارس 1999–الآن | مثلثي قائد مجموعة سفن حربية                                                                    | |
|                                   | 1 مارس 1999–الآن | مثلثي من أكبر قائد لسفينة بحرية                                                                | |
|                                   | 1 مارس 1999–الآن | مثلثي قائد سفينة حربية                                                                         | |
| دولة كرواتيا المستقلة (1941–1945) |                  |                                                                                                | |
|                                   | 1941–1945        | راية دولة كرواتيا المستقلة البحرية (1941–1944) وراية دولة كرواتيا المستقلة البحرية (1944–1945) | 2:3 مربعات 5×5 (النسبة الإجمالية 2:3) |
|                                   | 1944–1945        | راية دولة كرواتيا المستقلة البحرية (1944-1945)                                                 | ثلاثة ألوان من الأحمر والأبيض والأزرق وشعار دولة كرواتيا المستقلة. استخدم العلم ألوان أوستاشا، النسب 2:3.                                               |
|                                   | 1941–1945        | راية دولة كرواتيا المستقلة المدنية                                                             | ثلاثة ألوان من الأحمر والأبيض والأزرق مع رمز أوستاشا في الزاوية العلوية اليسرى، ولكن بدون شعار النبالة الكرواتي. استخدم العلم ألوان أوستاشا، النسب 2:3. |
|                                   | 1941–1945        | علم أميرال دولة كرواتيا المستقلة                                                               | |
|                                   | 1941–1945        | علم نائب أميرال دولة كرواتيا المستقلة                                                          | |
|                                   | 1941–1945        | علم أميرال خلفي لدولة كرواتيا المستقلة                                                         | |

### القوات الجوية
| العلم                             | التاريخ   | الإستعمال                   | وصف |
| --------------------------------- | --------- | --------------------------- | --- |
|                                   |           | علم القوات الجوية الكرواتية |     |
| دولة كرواتيا المستقلة (1941–1945) |           |                             |     |
|                                   | 1941–1945 | علم سلاح الجو الكرواتي      |     |

### خفر السواحل
| العلم | التاريخ | الإستعمال                | وصف |
| ----- | ------- | ------------------------ | --- |
|       |         | علم خفر السواحل الكرواتي |     |

## الشرطة
| العلم | التاريخ | الإستعمال            | وصف |
| ----- | ------- | -------------------- | --- |
|       |         | علم الشرطة الكرواتية |     |

## وكالة الأمن والاستخبارات
| العلم | التاريخ | الإستعمال                    | وصف |
| ----- | ------- | ---------------------------- | --- |
|       |         | علم وكالة الأمن والاستخبارات |     |

## الأعلام المحلية
| العلم | التاريخ                  | الإستعمال             |
| ----- | ------------------------ | --------------------- |
|       | Brod-Posavina !          | بيلوفار-بيلوغورا      |
|       | Brod-Posavina !          | برود-بوسافينا         |
|       | Dubrovnik-Neretva !      | دوبروفنيك-نيريتفا     |
|       | Istria !                 | إستريا                |
|       | Karlovac !               | كارلوفاتش             |
|       | Koprivničko-križevačka ! | كوبريفنيكا-كريزفتسي   |
|       | Krapinsko-zagorska !     | كرابينا-زاغوريه       |
|       | Ličko-senjska !          | ليكا سني              |
|       | Međimurska !             | ماجيموريه             |
|       | KOsječko-baranjska !     | أوسييك-بارانيا        |
|       | Požeško-slavonska !      | بوزيغا-سلافونيا       |
|       | Primorsko-goranska !     | بريموريه-غورسكي كوتار |
|       | Šibensko-kninska !       | شيبينيك-كنين          |
|       | Sisačko-moslavačka !     | سيساك-موسلافينا       |
|       | Splitsko-dalmatinska !   | سبليت-دالماسيا        |
|       | Varaždinska !            | فرازدين               |
|       | Virovitičko-podravska !  | فيروفيتيكا-بودرافينا  |
|       | Vukovarsko-srijemska !   | فوكوفار-سيرميا        |
|       | Zadar !                  | زادار                 |
|       | Zagreb !                 | مقاطعة زغرب           |
|       | Grad Zagreb !            | مدينة زغرب            |